# Miami Vice Theme
Das Miami Vice Theme ist ein Instrumentalstück von Jan Hammer aus dem Jahr 1985 und die Titelmelodie der Krimiserie Miami Vice. Es wurde ein Nummer-eins-Hit und ist auch auf dem ersten Soundtrack-Album der Fernsehserie enthalten.

## Geschichte
Hammer, der mit der Titelmelodie zur Serie beauftragt war, machte mehrere Vorschläge; bereits das erste von ihm gespielte Thema war das, was akzeptiert wurde. Das Thema gab scheinbar das schnelle Tempo der Serie vor. Es wirkte weniger durch seine Melodie als vielmehr durch das elektronische Arrangement.
Erstmals zu hören war das Instrumentalstück in den ersten drei Episoden von Miami Vice, jedoch spielte man es dort mit Perkussion, Keyboard und ohne E-Gitarre. Laut Hammers Manager Elliot Sears war dies die Erstversion vor der Veröffentlichung, die nicht von Hammer abgemischt wurde. Schlagzeuger David Earle Johnson verwendete an einer Stelle ein gesampeltes nigerianisches Trommelmotiv, weswegen es zu einem Urheberrechtsprozess kam.
Das Instrumentalstück wurde auch für das NBA All-Star Weekend 1986 verwendet und wurde im Laufe der Jahre für einige amerikanische Radiosender ihr Titelstück, zum Beispiel bei Radio Free D. C.: The G. Gordon Liddy Show (Westwood One), wo das Stück von 1992 bis 1997 als Titelstück der Radiosendung verwendet wurde. Liddy hatte in der Serie Col. Robert (Captain Real Estate) Maynard gespielt.

## Zusätzliche Veröffentlichung auf Tonträger
Die Veröffentlichung fand im August 1985 statt. In den Vereinigten Staaten wurde das Miami Vice Theme ein Nummer-eins-Hit. Das Lied verbrachte insgesamt 22 Wochen in den amerikanischen Charts; in weiteren Ländern wurde es ein Top-5-Hit.
1986 gewann das Instrumentalstück bei den Grammy Awards in den Kategorien Beste Instrumentaldarbietung – Pop (Best Pop Instrumental Performance) und Beste Instrumentalkomposition (Best Instrumental Composition) den Grammy. Da Miami Vice Ende 1986 erstmals im deutschsprachigen Raum ausgestrahlt wurde, feierte das Instrumentalstück dort zum Teil erst im Frühjahr 1987 Charterfolge (Deutschland: Platz 5, Österreich: Platz 4, Schweiz: Platz 8), zwei Jahre nachdem das Lied bereits in den englischsprachigen Ländern erfolgreich in den Charts vertreten war. In Deutschland, wo es bereits 1985 sechs Wochen platziert war, hielt sich das Lied ab dem 26. Januar 1987 als Wiedereinstieg weitere 17, somit insgesamt 23 Wochen in den Charts.

## Musikvideo
Das Musikvideo stellt eine sehr kurze Episode von Miami Vice dar, in der Handlung verfolgen Sonny Crockett (Don Johnson) und Ricardo Tubbs (Philip Michael Thomas) Jan Hammer, der einen Flüchtigen darstellt, während Hammer zudem das Lied auf einem Synthesizer spielt. Am Ende des Musikvideos entkommt Hammer in einen Helikopter und fliegt davon.

## Rezeption

### Chartplatzierungen
| ChartsChartplatzierungen       | Höchstplatzierung | Wochen |
| ------------------------------ | ----------------- | ------ |
| Deutschland (GfK)              | 5 (23 Wo.)        | 23     |
| Österreich (Ö3)                | 4 (10 Wo.)        | 10     |
| Schweiz (IFPI)                 | 8 (9 Wo.)         | 9      |
| Vereinigte Staaten (Billboard) | 1 (22 Wo.)        | 22     |
| Vereinigtes Königreich (OCC)   | 5 (11 Wo.)        | 11     |

| ChartsJahrescharts (1985)      | Platzierung |
| ------------------------------ | ----------- |
| Vereinigte Staaten (Billboard) | 27          |

### Auszeichnungen für Musikverkäufe
| Land/Region                  | Auszeichnungen für Musikverkäufe (Land/Region, Auszeichnung, Verkäufe) | Verkäufe |
| ---------------------------- | ---------------------------------------------------------------------- | -------- |
| Vereinigtes Königreich (BPI) | Silber                                                                 | 250.000  |
| Insgesamt                    | 1× Silber ·                                                            | 250.000  |

## Coverversionen
- 1987: Ed Starink
- 1993: Harold Faltermeyer
- 2000: Lopazz